# Galbina
Galbina – wieś w Rumunii, w okręgu Hunedoara, w gminie Balșa. W 2011 roku liczyła 35 mieszkańców.